# 房総カントリークラブ
房総カントリークラブ（ぼうそうカントリークラブ）は、東京都中央区京橋に事務所があるゴルフ場。 千葉県長生郡睦沢町に「房総ゴルフ場」と「大上ゴルフ場」がある。

## 概要
房総カントリークラブは、新たなゴルフ場建設に向け「富士カントリーグループ」の「富士カントリー株式会社」が、ゴルフ場経営に乗り出したことに始まる。コース名は「富士カントリー房総ゴルフ場」、コース設計は各務鉚二が行い、1975年（昭和50年）11月29日、36ホール規模のゴルフ場が開場された。
1986年（昭和61年）10月、富士カントリー株式会社は、ゴルフ場の増設を行い「富士カントリー大上ゴルフ場」18ホール規模のゴルフ場が開場された。
その後2004年（平成16年）、富士カントリーグループの解体が開始され、法的整理により再建へと進んだ。同年12月15日、富士カントリー株式会社は解散を決議し、民事再生法や特別清算の手続きに入った。
2006年（平成18年）7月、富士カントリーグループは、株主会員制のゴルフ場4社が連合して新たなグループを形成、「株式会社房総カントリークラブ」を含む4社が株式を持ち合うこととなった。
2007年（平成19年）12月、房総ゴルフ場は、コース改造工事のため設計を海津康志に、工事を富田商事に依頼した。また、日本のプロゴルフメジャー大会の1つ、日本プロゴルフ協会主催競技でもあり、日本選手権大会に相当する、日本プロゴルフ選手権大会などの大会開催の実績がある。

## 房総ゴルフ場

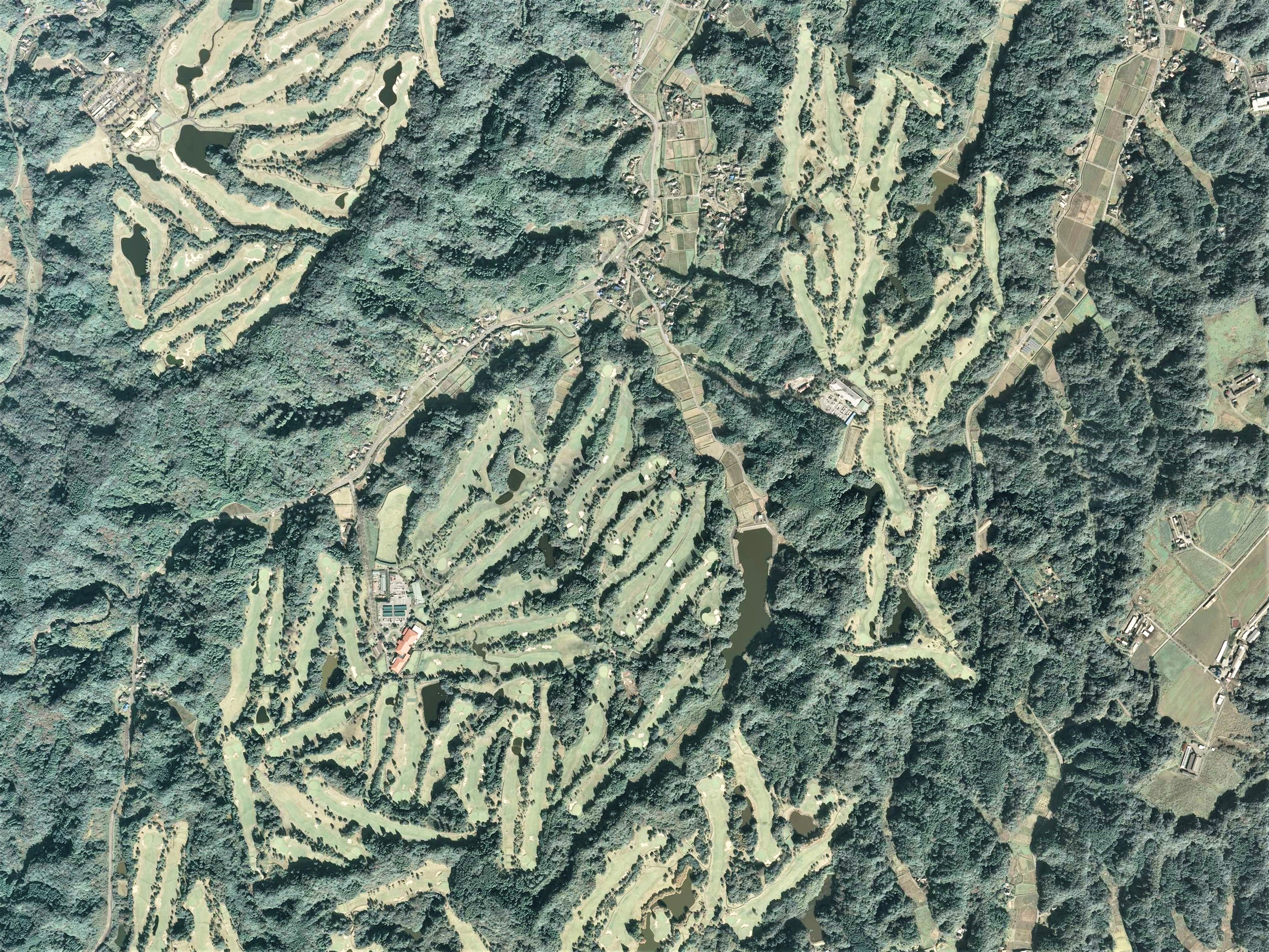
房総カントリークラブ全体の空中写真。
2017年10月27日撮影の2枚を合成作成。
。

### 所在地
〒299-4493 千葉県長生郡睦沢町妙楽寺2300番地

### コース情報
- 開場日 - 1975年11月29日
- 設計者 - 各務 鉚二
- 面積 - 1,910,000m2（約57.7万坪）
- コースタイプ - 丘陵コース
- コース - 36ホールズ、パー144、13,707ヤード、コースレート 東コース72.1、西コース70.3
- グリーン - 2グリーン、ベント・コーライ
- フェアウエイ - コーライ
- ラフ - ノシバ
- ハザード - バンカーの70、池が絡むホール2
- プレースタイル - 乗用カート(5人乗り)、自走式、全組キャディ付き
- 練習場 - 14打席 230ヤード
- 休場日 - 定休日なし [5][6]

### クラブ情報
- ハウス面積 - 5,915m2（1,789坪）
- ハウス設計 - 株式会社三共建築設計事務所
- ハウス施工 - 大日本土木株式会社[5][6]

### ギャラリー
- コース - 「房総カントリークラブ房総ゴルフ場」、東コース、「房総カントリークラブ房総ゴルフ場」、西コース
- ハウス - 「房総カントリークラブ房総ゴルフ場」、施設案内

### 交通アクセス
- 鉄道 - 外房線（JR東日本） - 茂原駅よりタクシー利用 約20分
- 道路 - 首都圏中央連絡自動車道 - 市原鶴舞IC[7]

### メジャー選手権
- 2018年（平成30年） - 第86回 日本プロゴルフ選手権大会開催[8]

## 大上ゴルフ場

### 所在地
〒299-4424 千葉県長生郡睦沢町妙楽寺1262番地

### コース情報
- 開場日 - 1986年10月
- 設計者 - 富沢 誠造
- 面積 - 1,177,000m2（約35.6万坪）
- コースタイプ - 丘陵コース
- コース - 18ホールズ、パー72、6,807ヤード、コースレート 70.1
- グリーン - 1グリーン、ベント（ペンクロス）
- プレースタイル - 乗用カート(5人乗り)、自走式、全組セルフプレー
- 練習場 - 12打席 120ヤード
- 休場日 - 定休日なし [9][10]

### ギャラリー
- コース - 「房総カントリークラブ」、コース案内
- ハウス - 「房総カントリークラブ」、施設案内

### 交通アクセス
- 鉄道 - 外房線（JR東日本） - 茂原駅よりタクシー利用 約20分
- 道路 - 首都圏中央連絡自動車道 - 市原鶴舞IC[11]

## 関連文献
- 『ゴルフ場企業決算年鑑 昭和59年-平成29年版』、「(株)房総カントリークラブ 房総CC大上G 房総CC房総G」、東京 一季出版、1985-2017年、2020年10月12日閲覧
- 『ゴルフ場ガイド 東版』2006-2007、「房総カントリークラブ（千葉県）」、東京 ゴルフダイジェスト社、2006年5月、2020年10月12日閲覧